# نهائي كأس بلجيكا 2004
نهائي كأس بلجيكا 2004 هي المباراة النهائية من منافسة كأس بلجيكا 2003–04 ‏، أقيمت المباراة في 2004، في ملعب الملك بودوان، بين فريقي نادي كلوب بروج، وبيفيرين، وفاز فيها نادي كلوب بروج، بعد أن هزم بيفيرين، بنتيجة 4 - 2.

## تفاصيل المباراة
لعبت المباراة النهائية في 2004.
| كلوب بروج | 4-2 | بيفيرين |
| --------- | --- | ------- |
|           |     |         |

| بيفيرين | كلوب بروج |